# Jason (Glashersteller)
Jason (Alternativschreibweise Iason, altgriechisch Ἰάσων) war ein antiker Glasproduzent in römischer Zeit.
Jason war wahrscheinlich Inhaber eine Glashütte, in der formgeblasenes Glas hergestellt wurde. Wie auch die Glasproduzenten Meges und Neikais produzierte er in seiner Glashütte in der Tradition der noch fähigeren Meister Ennion und Aristeas. Das Signieren der Werke hat er wahrscheinlich von Ennion übernommen. Obwohl die Fundumstände der meisten Stücke kaum gesichert sind – von den ganz erhaltenen Gefäßen ist nicht eines sicher einem Fundort zuweisbar –, kann man davon ausgehen, dass die Hütte im syrisch-palästinensischen Raum anzusiedeln ist und die Produktionszeit in die mittleren Jahrzehnte des ersten Jahrhunderts zu datieren ist. Die Fundstücke weisen die für den Raum typische grün-gelbliche Tönung sowie die typische Verwitterungsschicht auf. Als Datierungshilfe dienen die in Glasqualität, Verwitterung und Art der Inschriften ähnlichen Glückwunsch- und Siegesbecher, die zum Teil aus gesicherten Fundzusammenhängen stammen.
Von Jason – seine Werke laufen unter Hardern-Gruppe B – sind wenigstens fünf signierte Gläser und Fragmente erhalten und publiziert. Sie wurden alle im Osten des ehemaligen römischen Reiches gefunden und stammten entweder alle aus demselben Modell oder aus Modellen, die von einem gemeinsamen Ursprungsmodell entlehnt waren. Er signierte mit der Inschrift ΙΑΣΩΝ ΕΠΟΗϹΕΝ ΜΝΗϹΘΗ Ο ΑΓΟΡΑϹΑϹ IASON EPOESEN MNESTHE HO AGORASAS, deutsch ‚Jason machte es – Gedenke des Käufers‘. Ein Becher aus dem Metropolitan Museum of Art kann einem genaueren Fundplatz, Bet Sche’an (Tell el-Hoson) am See Genezareth, zugewiesen werden.
Der Status des Jason ist unklar. Wahrscheinlich war er der Besitzer der Hütte, ebenfalls ist es wahrscheinlich, dass er auch aktiv in der Produktion mitarbeitete. Ob er aber wirklich der Schöpfer der erhaltenen Gefäße ist, ist ungewiss.